# Дорати, Антал
А́нтал До́рати (венг. Doráti Antal; 9 апреля 1906, Будапешт, Австро-Венгрия — 13 ноября 1988, Герцензее, округ Зефтиген, Швейцария) — венгерский и американский дирижёр и композитор, почётный рыцарь-командор ордена Британской империи.
Антал Дорати окончил Музыкальную академию имени Листа, где его педагогами были Золтан Кодаи и Лео Вайнер по композиции, Бела Барток и Арнольд Секей по фортепиано. Начал свою музыкальную карьеру коррепетитором в Королевской опере Будапешта. В период с 1924 по 1928 год работает вместе с Фрицем Бушем в Государственной опере Дрездена, с 1928 года — первый капельмейстер Городской сцены Мюнстера. С 1934 — музыкальный руководитель Русского балета Монте-Карло. В 1942—1945 годах работал в Американском театре балета. Гражданин США с 1947 года.
В дальнейшем Дорати в большей степени работал как оркестровый дирижёр. Он последовательно возглавлял Далласский симфонический оркестр (1945—1948), Симфонический оркестр Миннеаполиса (1949—1960), Симфонический оркестр Би-би-си (1963—1966), Стокгольмский филармонический оркестр (1966—1970), Национальный симфонический оркестр США (1970—1977), Детройтский симфонический оркестр (1977—1981) и Королевский филармонический оркестр в Лондоне (1975—1979). Дорати также много работал с оркестром Philharmonia Hungarica и был избран его почётным президентом.
В 1949 году он дирижировал при первом исполнении законченного венгерским композитором Тибором Шерли концерта для альта с оркестром Белы Бартока.
Выпустил многочисленные записи произведений классической музыки, в том числе все 108 симфоний Йозефа Гайдна, а также восемь его опер (это самый большой на сегодняшний день комплект опера Гайдна) и три оратории. Среди других ценных записей — произведения Белы Бартока и Золтана Кодая. Дорати был первым дирижёром, записавшим (в 1954 году) музыку всех трёх балетов Петра Ильича Чайковского («Лебединое озеро», «Спящая красавица» и «Щелкунчик»); известна также запись всех четырёх его оркестровых сюит. В 1983 был награждён Елизаветой ІІ орденом Британской империи.
Дорати известен также и как композитор. Ему принадлежат две симфонии, ряд пьес для гобоя соло и в ансамбле, драма для чтеца, хора и оркестра «Иисус или Варавва?» (нем. Jesus oder Barabbas?; 1987) и другие сочинения. В 1979 году Дорати опубликовал книгу мемуаров «Заметки семи десятилетий» (англ. Notes of Seven Decades).